# イオン防府店

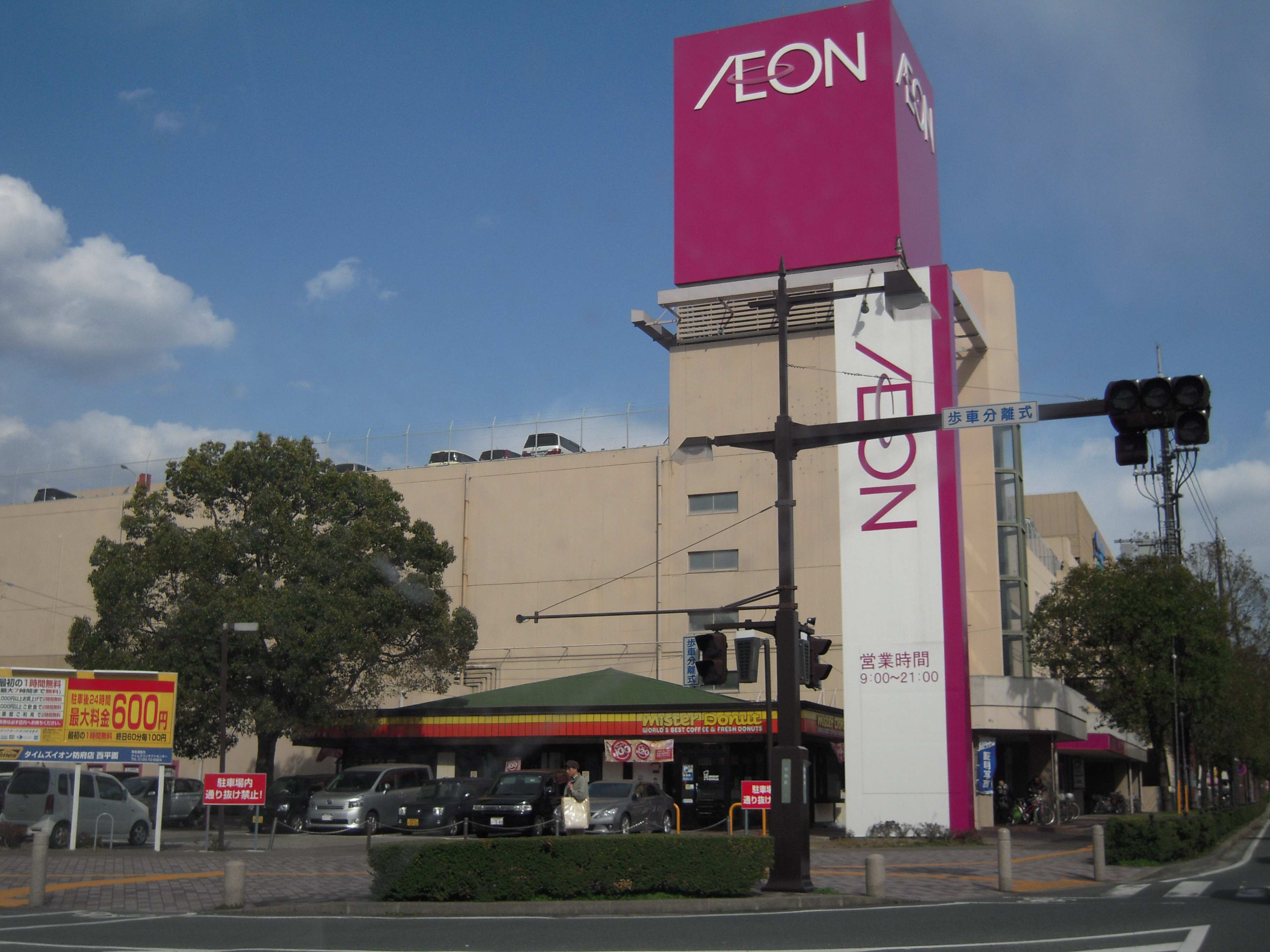
外観

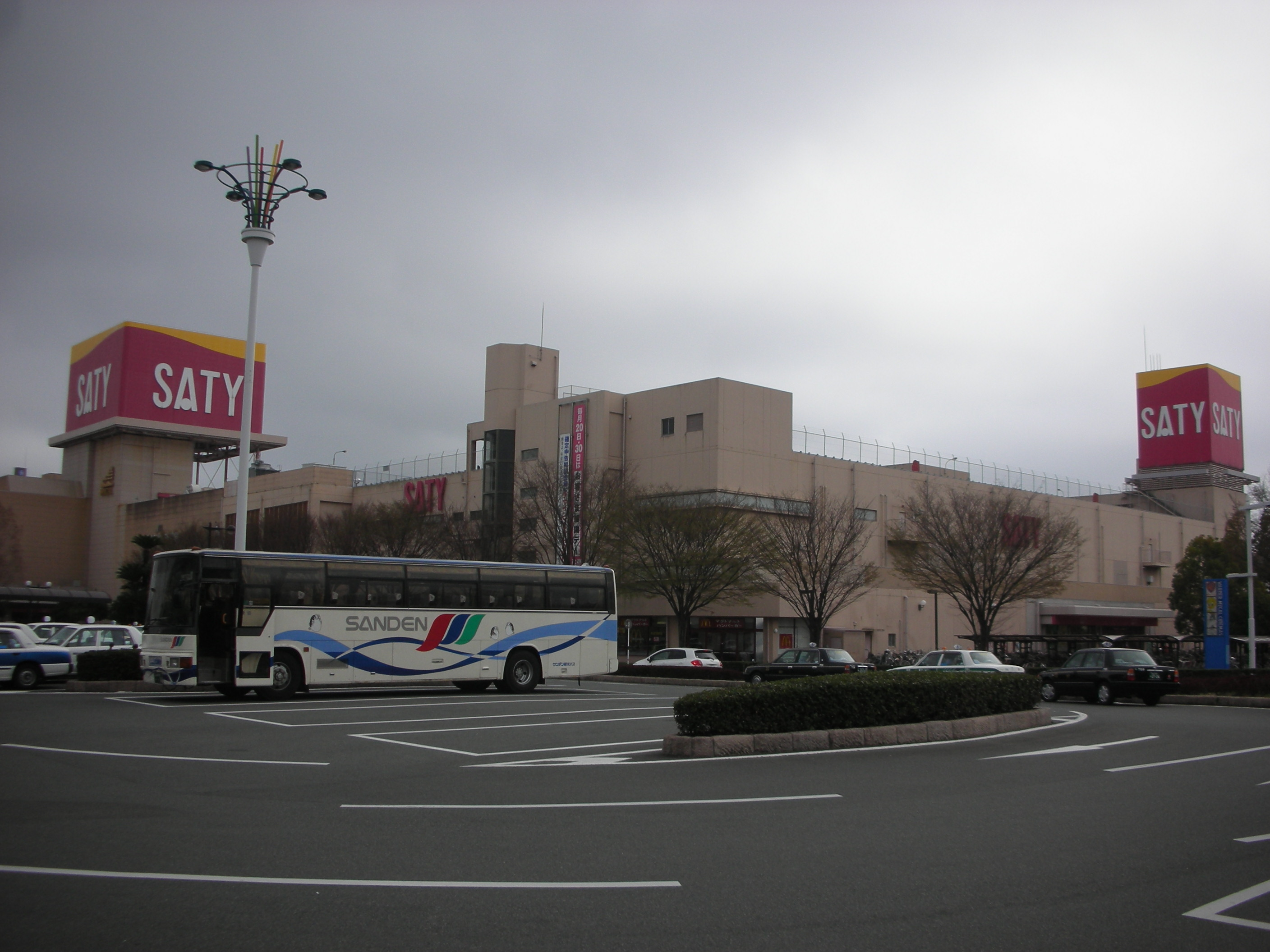
防府サティ時代の外観（2009年3月当時）

イオン防府店（イオンほうふてん）は、山口県防府市防府駅みなと口前にあるショッピングセンターで、イオンリテール株式会社が運営を行っている。

## 概要
寶酒造防府工場西側敷地内に1982年（昭和57年）4月1日にニチイ・ぱるとしてオープン。地元の商店も防府宝栄協同組合を設立して、「防府ショッピングデパートぱる」としてテナント入店している。
その後、寶酒造防府工場閉鎖に伴い1999年（平成11年）3月1日にニチイ東側に店舗を増床し、ニチイからサティに業態転換。同時にシネマコンプレックスのワーナー・マイカル・シネマズ防府などが入店し、拡大リニューアルオープンした。ニチイ時代は、店舗中央に3階吹き抜けのイベントスペースがあったがリニューアル後は吹き抜けはなくなっている。
防府サティの出店以降、山口県内ではサティの新規出店は行われておらず、2009年（平成21年）2月28日に山の田サティ（下関市）が閉店して以降は山口県唯一のサティとなっていたが、2011年（平成23年）3月1日にサティの運営主体であったマイカルのイオンリテールへの合併にあわせ、県内にあるジャスコ光店（光市）、安岡店（下関市、2013年9月20日閉店）とともに店名を「イオン」防府店に変更した。イオン安岡店閉店後は、本州最西端のイオン店舗に当たる。
2024年6月28日に食品売場など中心にリニューアルオープンした。

## イオンシネマ防府
イオンシネマ防府はイオン防府店2、3階に位置し、イオンエンターテイメントが運営する映画館（シネマコンプレックス）。防府サティと同時に「ワーナー・マイカル・シネマズ防府」として1999年3月1日にオープンした山口県内初のシネコンで、MOVIX周南と同時期に開業した。イオンシネマズとワーナーマイカルの合併により、2013年7月1日よりイオンシネマ防府に名称変更した。7スクリーン、1678席で、3D上映に対応。
- スクリーン1 - 203席
- スクリーン2 - 203席
- スクリーン3 - 161席
- スクリーン4 - 134席
- スクリーン5 - 309席
- スクリーン6 - 417席
- スクリーン7 - 251席

## フロアとテナント
出店テナント全店の一覧・詳細情報は公式サイト「専門店情報」「フロアガイド」を、営業時間の詳細は公式サイト「専門店営業時間」を参照。

## 交通
- JR防府駅みなと口から徒歩1分（公式サイトの案内による）。

## 周辺施設
- JR防府駅
- 山口銀行防府支店
- ワイエム証券防府支店
- 西京銀行防府支店（ニチイ時代は1階に支店が存在した。）
- セブンイレブン防府駅みなとぐち店
- ホテルルートイン防府駅前
- 防府市地域交流センター（アスピラート）
- ルルサス防府